# Тансаитово
Тансаитово (баш. Таңсәйет) — деревня в Кармаскалинском районе Башкортостана, входит в состав Адзитаровского сельсовета.

## История
Основана по договору 1759 года (по другим данным в 1754 г.) о припуске на вотчинных землях башкир Уршак-Минской волости Ногайской дороги ясачными марийцами, перешедшими впоследствии в сословие тептярей. Фиксировалась также под названиями Талсеитово, Тойсеитово.
В 1795 году учтено 85 душ муж. пола, в 1865 г. в 25 дворах — 123 человека. Занимались земледелием.
В 1906 году зафиксирована министерская школа.

## Население
| 2002 | 2009 | 2010 |
| ---- | ---- | ---- |
| 127  | ↘101 | ↗116 |

Национальный состав
Согласно переписи 2002 года, преобладающая национальность — татары (83 %).
На 2022 проживает около 100 человек.

## Географическое положение
Расстояние до:
- районного центра (Кармаскалы): 38 км,
- центра сельсовета (Адзитарово): 5,7 км,
- ближайшей ж/д станции (Чишмы): 30 км.

## Инфраструктура
Есть фельдшерско-акушерский пункт, клуб, библиотека.